# Чемпионат Болгарии по тяжёлой атлетике 1952
Чемпионат Болгарии по тяжёлой атлетике 1952 года состоялся 8 ноября в Софии. Атлеты были разделены на 7 весовых категорий и соревновались в троеборье (жим, рывок и толчок).

## Медалисты
| Категория   | Золото                         | Золото   | Серебро                            | Серебро  | Бронза                             | Бронза   |
| До 56 кг    | Стоян Петков «Червено Знаме»   | 245 кг   | Илия Николов «Академик» София      | 207,5 кг | Димо Дерменджиев «Асеновград»      | 207,5 кг |
| До 60 кг    | Иван Абаджиев «Академик» София | 242,5 кг | Велик Капсызов «Асеновград»        | 232,5 кг | Максим Кючуков «Академик» София    | 222,5 кг |
| До 67,5 кг  | Константин Каосев ЦДНА         | 267,5 кг | Любомир Градинаров «Червено Знаме» | 257,5 кг | Димо Генов «Торпедо»               | 240 кг   |
| До 75 кг    | Павел Райчев «Академик» София  | 322,5 кг | Любен Райчев «Асеновград»          | 280 кг   | Марин Русев «Академик» София       | 252,5 кг |
| До 82,5 кг  | Иван Веселинов «Асеновград»    | 327,5 кг | Георгий Атанасов «Академик» София  | 265 кг   | Стефан Иванов «Динамо»             | 262,5 кг |
| До 90 кг    | Владимир Савов ЦДНА            | 320 кг   | Стойчо Стойчев «Асеновград»        | 277,5 кг | Николай Богомилов «Академик» София | 247,5 кг |
| Свыше 90 кг | Никола Маринов ЦДНА            | 265 кг   | Атанас Филипов «Академик» София    | 257,5 кг | Слави Славчев «Червено Знаме»      | 237,5 кг |